# 松原市の地名
本項松原市の地名（まつばらしのちめい）では、大阪府松原市における町名や大字名を中心に、本市成立以来の地名の変遷について記述する。

## 現行行政町名
まず市内の現行の町字名を五十音順に列挙する。

### あ行
- 阿保1 - 7丁目
- 天美我堂1 - 7丁目
- 天美北1 - 8丁目
- 天美西1 - 8丁目
- 天美東1 - 9丁目
- 天美南1 - 6丁目
- 上田1 - 8丁目
- 大堀1 - 5丁目
- 岡1 - 7丁目
- 小川1 - 6丁目

### か行
- 河合1 - 6丁目
- 北新町1 - 6丁目

### さ行
- 柴垣1 - 2丁目
- 新堂1 - 5丁目

### た行
- 田井城1 - 6丁目
- 高見の里1 - 6丁目
- 立部1 - 5丁目
- 丹南1 - 6丁目

### な行
- 西大塚1 - 2丁目
- 西野々1 - 2丁目

### は行
- 東新町1 - 5丁目
- 一津屋1 - 6丁目
- 別所1 - 9丁目

### ま行
- 松ケ丘1 - 4丁目
- 南新町1 - 6丁目
- 三宅中1 - 8丁目
- 三宅西1 - 7丁目
- 三宅東1 - 7丁目

### わ行
- 若林1 - 2丁目

## 町字名の変遷
松原市は1955年（昭和30年、中河内郡松原町・天美町・布忍村・恵我村・三宅村が合併することにより、25町で成立した。

### 成立当初の町字名
旧松原町
- 阿保町（阿保より、1994年廃止）
- 上田町（上田より、1969年廃止）
- 岡町（岡より、1969年廃止）
- 新堂町（新堂より、1969年廃止）
- 田井城町（田井城より、1979年廃止）
- 高見町（高見より、1969年廃止）
- 立部町（立部より、1969年廃止）
- 西大塚町（西大塚より、1994年廃止）

旧天美町
- 池内町（池内より、1967年廃止）
- 我堂町（我堂より、1969年廃止）
- 芝町（芝より、1969年廃止）
- 城連寺町（城連寺より、1967年廃止）
- 堀町（堀より、1967年廃止）
- 油上町（油上より、1967年廃止）

旧布忍村
- 更池町（更池より、1973年廃止）
- 清水町（清水より、1973年廃止）
- 高木町（高木より、1973年廃止）
- 東代町（東代より、1973年廃止）
- 向井町（向井より、1973年廃止）

旧恵我村
- 大堀町（大堀より、1994年廃止）
- 小川町（小川より、1994年廃止）
- 一津屋町（一津屋より、1994年廃止）
- 別所町（別所より、1994年廃止）
- 若林町（若林より、1994年廃止）

旧三宅村
- 三宅町（三宅村全域より、1994年廃止）

### 町字の設置
1957年（昭和32年）
南河内郡美原町の一部と北八下村の一部を編入。
美原町
- 丹南町（丹南の一部より、1969年廃止）

北八下村
- 河合町（河合の一部より、1973年廃止）

1966年（昭和41年）
- 阿保1 - 7丁目（阿保町・田井城町・上田町・三宅町の各一部）
- 上田1 - 2丁目（1969年3 - 8丁目が成立、上田町・阿保町・西大塚町・新堂町の各一部より）
- 田井城1 - 5丁目（1979年6丁目が成立、田井城町・上田町・高見町の各一部より）
- 高見の里1 - 2丁目（1969年3 - 6丁目が成立、上田町・田井城町・高見町・新堂町の各一部より）
- 松ケ丘1 - 3丁目（1994年4丁目が成立、上田町・阿保町の各一部より）

1967年（昭和42年）
- 天美北1 - 8丁目（池田町・城連寺町・芝町・油上町の各一部より）
- 天美西1 - 8丁目（油上町・高木町・我堂町・芝町の各一部より）
- 天美東1 - 9丁目（池内町・城連寺町・油上町・芝町の各一部より）
- 天美南1 - 6丁目（堀町と向井町・城連寺町・油上町・高木町・芝町・我堂町の各一部より）

1969年（昭和44年）
- 天美我堂1 - 7丁目（我堂町・芝町より）
- 岡1 - 7丁目（岡町・立部町・丹南町・新堂町の各一部より）
- 柴垣1 - 2丁目（上田町・新堂町・岡町・立部町の各一部より）
- 新堂1 - 5丁目（新堂町・岡町・上田町の各一部より）
- 立部1 - 5丁目（立部町・西大塚町・丹南町の各一部より）
- 丹南1 - 6丁目（丹南町の一部より）
- 西大塚1 - 2丁目（西大塚町・上田町・新堂町・立部町の各一部より）

1973年（昭和48年）
- 河合1 - 6丁目（河合町・東代町の各一部より）
- 北新町1 - 6丁目（向井町・東代町・清水町の各一部と高木町より）
- 東新町1 - 5丁目（向井町・東代町の各一部より）
- 南新町1 - 6丁目（更池町と東代町・河合町・清水町の各一部より）

1979年（昭和54年）
- 三宅中1 - 8丁目（三宅町の一部より）
- 三宅西1 - 7丁目（三宅町の一部より）
- 三宅東1 - 7丁目（三宅町の一部より）

1980年（昭和55年）
堺市の一部を編入
- 北花田町4丁（堺市北花田町4丁の一部より、1982年廃止）
- 常盤町3丁（堺市常磐町3丁の一部より、1982年廃止）

1994年（平成6年）
- 大堀1 - 5丁目
- 小川1 - 6丁目
- 西野々1 - 2丁目
- 一津屋1 - 6丁目
- 別所1 - 9丁目
- 若林1 - 2丁目

## 参考資料
- 角川日本地名大辞典 27 大阪府（1983年、角川書店）